# Хипотрохоида
В геометрията хипотрохоида е равнинна трансцендентна крива, описана от точка фиксирана спрямо окръжност, която се търкаля по вътрешната страна на друга, направляваща, окръжност, с радиус равен или по-голям от радиуса на първата.

## Класификация и уравнение
Фиксирането на точката спрямо малката окръжност става с прекарване на отсечка, която свързва точката с центъра на окръжността. Взимат се под внимание два параметъра: d – дължината на получената отсечка и r – радиус на малката окръжност. В зависимост от отношението между тях разглеждаме:
- скъсена хипотрохоида – при d < r, т.е. когато точката е вътрешна за окръжността;
- хипоциклоида – при d = r, т.е. когато точката принадлежи на окръжността;
- удължена хипотрохоида – при d > r, т.е. когато точката е външна за окръжността.

Специален случай на хипотрохоида е окръжността, при R = 2r.
Нека използваме горните означения, като добавим само R – радиус на направляващата окръжност. Тогава параметричните уравнения на хипотрохоидата са:
{\displaystyle {\begin{cases}x(\theta )=(R-r)\cos \theta -d\ cos({\frac {R-r}{r}}\theta )\\y(\theta )=(R-r)\sin \theta -d\ sin({\frac {R-r}{r}}\theta )\end{cases}}},
където {\displaystyle \theta } е ъгълът, образуван от абсцисната ос и правата свързваща центровете на двете окръжности.